# Гула, Хатем
Хатем Гула (араб. حاتم غولة‎, род. 7 июня 1973, Париж) — тунисский легкоатлет, которая специализируется в ходьбе на дистанции в 20 километров. Бронзовый призер Чемпионата мира 2007 года в Осаке в ходьбе на 20 километров.

## Карьера
Хатем Гула представлял Тунис на четырёх Олимпийских играх с 1996 по 2008 год. Лучшее место — одиннадцатое, на Олимпийских играх в Афинах в 2004 году. Также житель Туниса участвовал в девяти Чемпионатах мира — с 1993 по 2007 год и в 2013 году. Его высшим достижением стала бронзовая медаль на Чемпионате мира 2007 года в Осаке. Гула четыре раза подряд (с 1996 по 2002 год) выигрывал Чемпионат Африки в ходьбе на 20 км. Также спортсмен из Туниса является двукратным чемпионом Всеафриканских Игр 2003 и 2007 года (в 2007 году показал рекордное время).